# 남포향교
남포향교(藍捕鄕校)는 대한민국 충청남도 보령시 남포면에 있는 조선시대의 향교이다. 1997년 12월 23일 충청남도의 기념물 제111호로 지정되었다.

## 개요
향교는 공자와 여러 성현께 제사를 지내고 지방민의 교육과 교화를 위해 나라에서 세운 교육기관이다.
남포향교는 조선 태종 13년(1413) 웅천면 대천리에 처음 지었다. 중종 25년(1530) 지금의 위치로 옮겨지었고 대성전의 규모를 넓게 수리하였다.
지금 남아있는 건물은 대성전, 명륜당, 외삼문, 내삼문, 동재·서재 등이다.
대성전은 제사지내는 공간으로 앞면 3칸·옆면 2칸 규모이다. 지붕은 옆면에서 볼 때 여덟 팔(八)자 모양인 팔작지붕으로 꾸몄다. 명륜당은 학생들이 모여 공부하는 강당으로, 지붕은 팔작지붕이다. 규모는 앞면 5칸·옆면 2칸이며 가운데 3칸은 마루를 두고 양쪽 칸에 온돌방을 두었다. 전체적인 배치는 제사 공간이 뒤쪽에 있고, 교육 공간이 앞쪽에 있는 전학후묘의 형태이다. 대성전에는 공자를 비롯하여 중국과 우리나라의 성현들의 위패를 모시고 있다.
조선시대에는 나라에서 토지와 노비·책 등을 지원받아 학생들을 가르쳤으나, 지금은 교육 기능은 없어지고 제사 기능만 남아 있다.

## 현지 안내문
향교는 조선시대 지방의 교육과 문묘제향을 위하여 고을마다 세워져서, 중앙에서 훈도가 파견되어 지방 중등 교육을 담당하던 기구이다. 남포향교는 조선 태종 13년(1413)에 웅천읍 대천리에 건립되었다가, 이어 남포지역으로 이전되었고, 그 후 몇 차례 더 옮긴 끝에 헌종 9년(1843년) 현재의 위치로 이전되었다.
향교 건물의 배치는 대성전과 명륜당, 서재를 갖춘 전학후묘의 일단 배치 방식을 따르고 있다. 대성전은 공자를 위시한 중국 5성과 4현, 한국의 18현을 보안하고 제향하는 곳이며, 명륜당은 강학을 하는 강당이다. 본 향교에는 동지는 없고 서재만 있는데, 이곳은 강학 공간이면서 향교의 관리 기능을 하는 고직사를 겸하기도 한다.

## 참고 자료
- 남포향교 - 국가유산청 국가유산포털